# 소코로섬

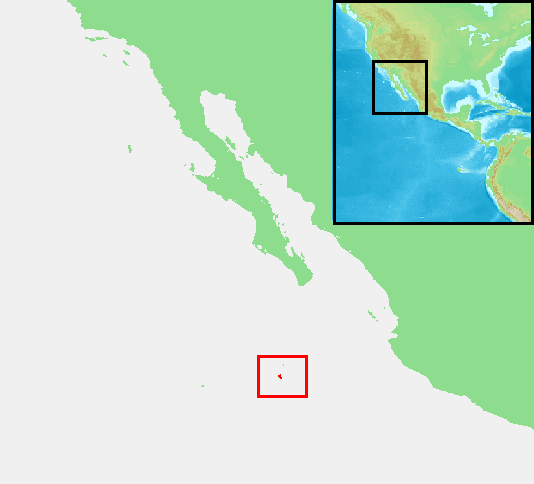
소코로 섬

소코로섬(스페인어: Isla Socorro 이슬라소코로[*])은 멕시코 레비야히헤도 제도의 화산섬으로, 레비야히헤도 제도에서 가장 큰 4개의 섬 중 하나이다. 섬에는 에버맨 화산이 있다.